# Josef Kůrka
Josef Kůrka (* 1. prosince 1991 Slaný) je český model a fitness trenér. V roce 2016 se stal mužem roku.

## Život
Narodil se 1. prosince 1991 ve Slaném. Vychovávala ho jeho babička s dědou. Předtím, než v roce 2016 vyhrál anketu muž roku, pracoval jako vězeňský dozorce. Po výhře se začal věnovat modelingu.
Spolupracuje s několika společnostmi, například s Petra Clinic.
Objevil se i v několika českých reality show. Těmi jsou například Výměna manželek, Survivor Česko & Slovensko: Hrdinové vs. Rebelové, MasterChef Česko. Objevil se i zápasnické organizaci Clash of the Stars.
Z předešlého vztahu s Angeli Mangombe má syna.

### Kontroverze
V listopadu 2024 ho český youtuber Mike Oganesjan obvinil z toho, že požadoval sex po nezletilé dívce. On nařčení popřel a Oganesjana zažaloval. Oganesjan v květnu 2025 tvrdil, že Kůrku policie obvinila. Ten řekl, že o ničem neví a že jeho telefon byl prozkoumán experty a nic se v něm nenašlo.